# NGC 5315
NGC 5315 es una nebulosa planetaria de magnitud aparente 9,8 situada en la constelación austral de Circinus, el compás. La estrella central, de magnitud 14, es claramente visible en su centro.
NGC 5315 presenta un aspecto caótico, con una estructura con forma de X. Esta forma sugiere que la estrella expulsó el material durante dos distintos episodios en dos direcciones diferentes. Cada erupción lanzó pares de eyecciones diametralmente opuestas.
NGC 5315 se encuentra a unos 7000 años luz de distancia de la Tierra. Fue descubierta en el año 1883 por Ralph Copeland.